# Округ Вашингтон (Флорида)
Округ Вашингтон (енгл. Washington County) округ је у северозападном делу савезне државе Флорида, САД. Седиште округа је град Чипли.
Према попису из 2010, округ је имао 24.896 становника.
Формиран је 1825. из делова округа Ескамбија, а назван је по Џорџу Вашингтону, првом председнику САД.
У округу је забрањена продаја алкохолних пића, што га чини једним од пет „сувих округа“ Флориде.

## Демографија
Према попису становништва из 2010. у округу је живело 24.896 становника, што је 3.923 (18,7%) становника више него 2000. године.
| Група             | 2000.          | 2010.          |
| Белци             | 16.876 (80,5%) | 19.551 (78,5%) |
| Афроамериканци    | 2.872 (13,7%)  | 3.745 (15,0%)  |
| Азијати           | 76 (0,4%)      | 134 (0,5%)     |
| Хиспаноамериканци | 483 (2,3%)     | 733 (2,9%)     |
| Укупно            | 20.973         | 24.896         |

## Инкорпорисана насеља
- Керивил
- Чипли
- Ебро
- Вернон
- Восау